# École nationale des arts d'Oslo
L’École nationale des arts d'Oslo (Kunsthøgskolen i Oslo en norvégien), abrégé KHiO, est un établissement d'enseignement supérieur dans le domaine des arts situé à Oslo, capitale de la Norvège.
Elle est créée le 1er août 1996 par la réunion de cinq établissements, qui deviennent des départements de la nouvelle école :
- art et artisanat (textile, imprimé et dessin, céramique, métal et bijouterie) issue de l'École nationale d'artisanat et d'art appliqué (no) (fondée en 1819),
- beaux-arts (no) (Statens Kunstakademi) pour les arts visuels (fondée en 1909),
- théâtre (no) (fondée en 1953)
- opéra (no) (fondée en 1964)
- danse (fondée en 1979 sous le nom de Collège national de ballet et de danse Statens balletthøgskole)